# Emile Rustom
Emile Rustom (ur. 27 marca 1952) – libański piłkarz, grający na pozycji pomocnika, trener piłkarski.

## Kariera piłkarska

### Kariera klubowa
W latach 1981–1993 występował w CS Sagesse z Bejrutu.

### Kariera reprezentacyjna
Bronił barw narodowej reprezentacji Libanu.

## Kariera trenerska
Po zakończeniu kariery piłkarskiej rozpoczął karierę szkoleniową. Do 2005 trenował klub CS Sagesse, a potem został mianowany na głównego trenera narodowej reprezentacji Libanu, z którą pracował do 2006. Potem trenował Nejmeh SC, w listopadzie 2008 ponownie stał na czele reprezentacji Libanu.
W 2010 prowadził młodzieżową reprezentację Libanu. 3 sierpnia 2013 zrezygnował z kierowania narodową reprezentację Libanu. Od 6 sierpnia 2013 trenuje Shabab Al-Sahel.